# Argentina striata
Argentina striata és una espècie de peix pertanyent a la família dels argentínids.

## Descripció
- Pot arribar a fer 24 cm de llargària màxima (normalment, en fa 15).[2]

## Depredadors
Als Estats Units és depredat per Merluccius albidus.

## Hàbitat
És un peix marí i batipelàgic que viu entre 100 i 600 m de fondària (normalment, entre 100 i 200).

## Distribució geogràfica
Es troba a l'Atlàntic occidental: des de Nova Escòcia -el Canadà- fins a Florida -els Estats Units-, el golf de Mèxic, Centreamèrica, el Brasil i l'Uruguai.

## Observacions
És inofensiu per als humans.